# FC Platinum
Der FC Platinum ist ein simbabwischer Fußballverein aus Zvishavane.
Der Verein wurde 1995 als Mimosas FC gegründet. 2010 folgte die Umbenennung auf den jetzigen Namen. Mit den neuen Hauptsponsor stieg der Verein in die Zimbabwe Premier Soccer League auf. Auf Anhieb gelang ihnen der Erfolg der Vizemeisterschaft. 2014 gewannen sie ihren ersten nationalen Titel im Pokal.

## Statistik in den CAF-Wettbewerben
| Wettbewerb                 | Runde    | Gegner             | Hinspiel | Rückspiel |
| -------------------------- | -------- | ------------------ | -------- | --------- |
| CAF Champions League 2012  | Vorrunde | Green Mamba FC     | 4:2 (A)  | 4:0 (H)   |
|                            | 1. Runde | Al-Merrikh Khartum | 2:2 (H)  | 0:3 (A)   |
| CAF Confederation Cup 2015 | Vorrunde | Sofapaka FC        | 2:1 (A)  | 2:1 (H)   |
|                            | 1. Runde | Young Africans SC  | 1:5 (A)  | 1:0 (H)   |